# Worthington (Wirginia Zachodnia)
Worthington – miasto w Stanach Zjednoczonych, w stanie Wirginia Zachodnia, w hrabstwie Marion.